# Ana Pessoa (escritora)
Ana Pessoa (Lisboa, 1982) es una escritora de libros infantiles y juveniles de origen portugués cuya obra ha sido distinguida a nivel internacional.

## Biografía
Ana Pessoa nació en Lisboa en 1982, ha escrito numerosos libros infantiles y juveniles en donde explora las perspectivas de la infancia y adolescencia desde temáticas como la introspección, la autoestima, la sexualidad o la familia. 
Desde hace 17 años reside en Bruselas donde, además de ser escritora se desempeña como traductora.

## Premios y reconocimientos
- Premio Brankingho da Fonseca, 2011.
- Supergigante fue seleccionado en 2015 como parte del catálogo White Ravens (Alemania).

- Premio Literario María Rosa Colaço 2018.
- Finalista do Premio Fundación Cuatrogatos 2018 (México).
- "Premi Llibreter", 2022 (Cataluña).[3]
- Premio TodosTusLibros al mejor libro juvenil por Mary Jo, 2023 (España).[4]

## Obra
- Mar negro, 2023.
- O Gnu e o Texugo - Está a Chover, 2022.
- A Luz é Grande, 2022.
- O Que É Isto?, 2022.
- Aquí es un buen lugar, 2020.
- O Gnu e o Texugo - Cuidado Com o Vento, 2020.
- Mary Jo, 2018.
- Eu Sou, eu Sei, 2018.
- Supergigante, 2016.